# 皷神社
皷神社（つつみじんじゃ）位於岡山縣岡山市北區的神社。傳說是式内社、備中國二宮。舊社格是縣社。神紋是「舞鶴」。

## 祭神
御祭神
- 高田姫命（たかたひめのみこと） - 吉備津彥命的后神。
- 遣靈彥命（やりだまひこのみこと） - 吉備津彥命的脇將神、雉之神。
- 樂樂森彥命（ささもりひこのみこと） - 當地的縣主、猿之神、高田姫命的父親。
- 吉備津彥命（きびつひこのみこと） - 四道將軍之一、吉備國的總祖神。
- 吉備武彥命（きびたけひこのみこと） - 日本武尊的軍師。

## 歷史
《古事記》、《日本書紀》記載了吉備津彥命平定吉備的故事，這座神社祭祀著與故事有關的人物。
平安時代中期《延喜式》神名帳記載備中國賀夜郡有「鼓神社」，列為式內社。往昔有五社殿，稱為「鼓五社大神」。
進入江戶時代，寬永21年（1644年），足守藩主木下利當捐獻了社領2石。
明治5年，依近代社格制度編列為村社，明治14年昇格為縣社。

## 攝末社
- 嚴島宮、稻荷神社

## 主要祭事
- 歳旦祭 （1月1日）
- 夏祭大祓祭 （8月15日）
- 秋祭 （10月第2個星期日）

## 文化财产

### 重要文化財（國家指定）
- 寶塔：花崗岩製、4.15m。推定為鎌倉末期製作。昭和34年指定。

## 外部連結
- 皷神社（岡山縣神社廳）